# Gymnodia genurufa
Gymnodia genurufa är en tvåvingeart som först beskrevs av Pandelle 1899.  Gymnodia genurufa ingår i släktet Gymnodia och familjen husflugor. Inga underarter finns listade i Catalogue of Life.